# Beckwitz
Beckwitz ist ein Ortsteil der Stadt Torgau im Landkreis Nordsachsen in Sachsen.

## Lage
Das Angerdorf Beckwitz befindet sich südwestlich der Stadt Torgau an der Kreisstraße 8916 in der Beckwitz-Belgernsche Talsandebene am Beckwitzer Bruch und einem größeren Waldstück westlich der Elbe.

## Geschichte
1251 wurde das Dorf Beckwitz genannt. Später 1533/34 nannte man das Dorf so wie heute, aber 1577/76 Pechwitz, kurz danach fand man zum heutigen Namen zurück. Behördlich gehörte das Dorf stets zu den jeweiligen Ämtern in Torgau. Auch der Landkreis Nordsachsen hat seinen Sitz in der Stadt Torgau, zu dem das landwirtschaftlich geprägte Dorf seit 2009 gehört. 1885 besaß der Ort eine landwirtschaftliche Nutzfläche von 1025 Hektar. 1818 wohnten im Ort 284 Personen. 1946 lebten im Dorf 800 Einwohner.
Im Ort befand sich bereits um 1500 eine Pfarrkirche. 
Am 1. Januar 1994 wurden die Gemeinden Beckwitz, Loßwig, Mehderitzsch, Staupitz und Weßnig zu einer neuen Gemeinde Pflückuff zusammengeschlossen. Diese kam am 1. Januar 2009 zu Torgau.